# Tasar
Il Tasar è una barca a vela da regata, la cui classe è riconosciuta dalla International Sailing Federation .

## Storia
Progettata, per la prima volta, da Frank Bethwaite a Sydney nel 1975.